# طريق (اصطلاح)
الطريق في الاصطلاح هو ما يمكن التوصل بصحيح النظر فيه إلى المطلوب.

## اصطلاح
الطريق في اصطلاح أهل الحقيقة عبارة عن مراسم الله وأحكامه التكليفية المشروعة التي لا رخصة فيها، فإن تتبع الرخص سبب لتنفيس الطبيعة المقتضية للوقفة والفترة في الطريق.
الطريق اللمي في اصطلاح أهل المنطق هو أن يكون الحد الأوسط علة للحكم في الخارج، كما أنه علة في الذهن، كقوله هذا محرم؛ لأنه متعفن الأخلاط، وكل متعفن الأخلاط محموم؛ فهذا محموم. الطريق الأني هو ألا يكون الحد الأوسط علة للحكم، بل هو عبارة عن إثبات المدعي بإبطال نقيضه، كمن أثبت قدم العقل بإبطال حدوثه، بقوله العقل قديم إذ لو كان حادثا لكان ماديا؛ لأن كل حدوث مسبوق بالمادة.